# Louis Marion
Louis Marion (Houyet, 10 oktober 1893 – aldaar, 28 december 2003) was de oudste man van België van 13 maart 1999 (met het overlijden van Paul Henrard) tot aan zijn eigen dood in 2003 én de oudste Belg van 9 oktober 2003 (met het overlijden van Anne Adam) tot aan zijn eigen dood twee maanden later.
Marion werd geboren in 1893 in een gehucht van Houyet. Op 105-jarige leeftijd werd hij de oudste Belgische man. Dit zou hij gedurende bijna vijf jaar blijven. In 2003 was hij ook even de oudste Belg. Marion overleed eind dat jaar op ruim 110-jarige leeftijd. Hij was daarmee op dat moment de tweede oudste Belgische man ooit, na Jan Machiel Reyskens, en zelfs de oudste Belgische mannelijke ingezetene ooit. Dit laatste record werd in 2011 gebroken door Jan Goossenaerts.